# Paljassaare

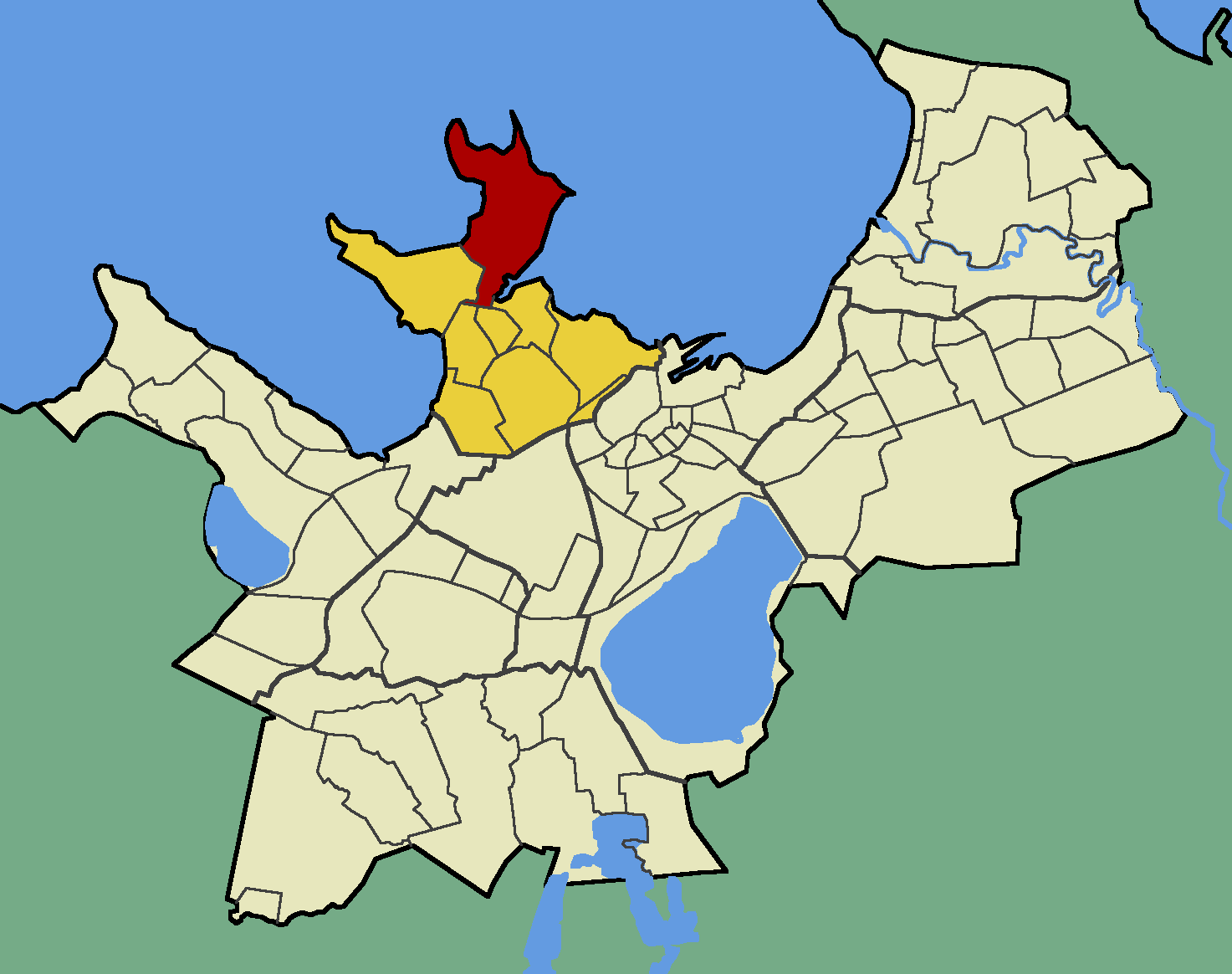
Lage von Paljassaare (rot) im Tallinner Stadtteil Põhja-Tallinna (gelb)

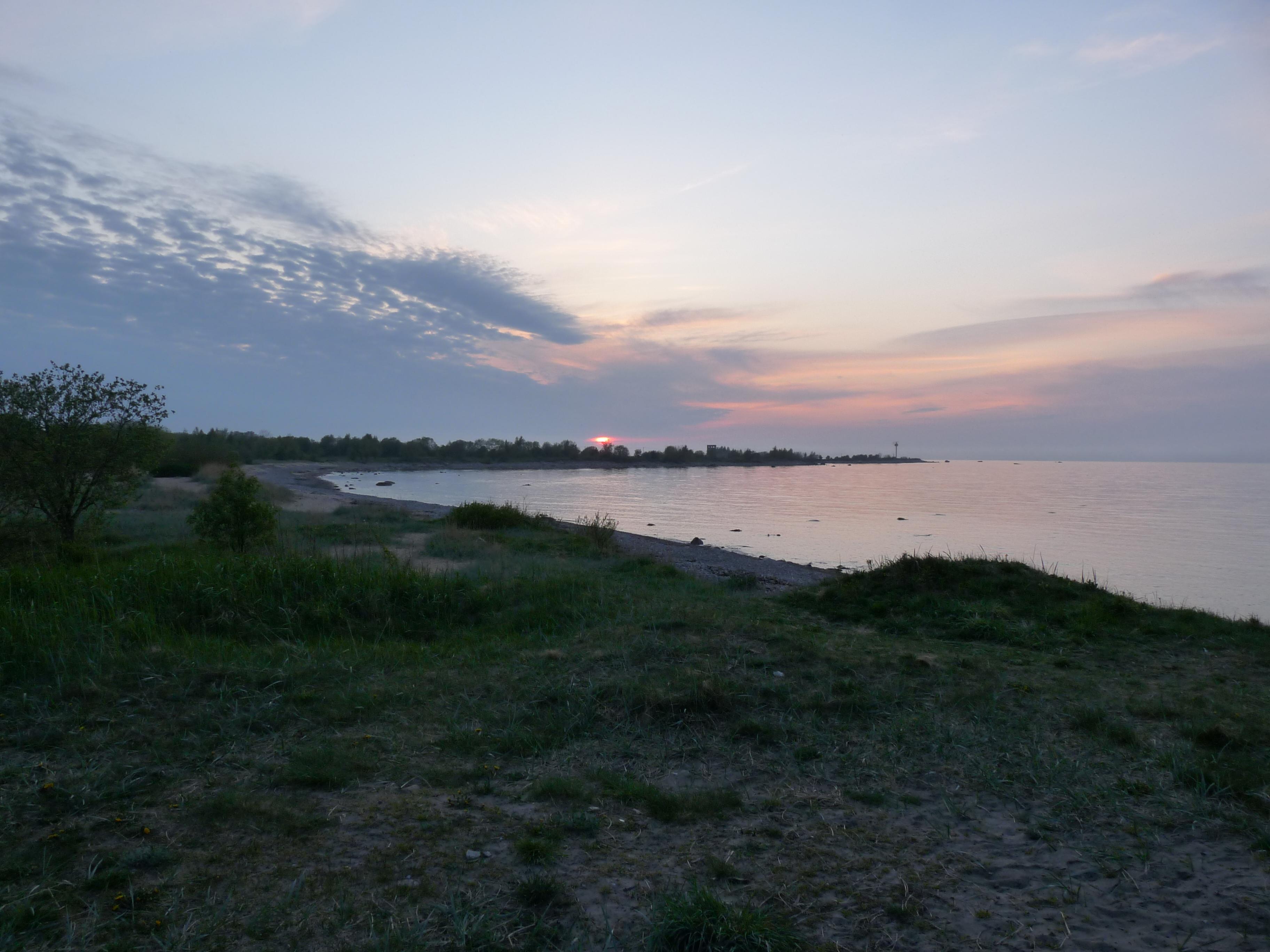
Strand im Nordosten von Paljassaare

Paljassaare ist ein Stadtbezirk (estnisch asum) der estnischen Hauptstadt Tallinn. Paljassaare wird heute teilweise als Industrie- und Hafengebiet genutzt und ist im Norden Vogelschutzgebiet.

## Lage
Der Bezirk liegt im Stadtteil Põhja-Tallinn („Nord-Tallinn“), etwa sechs Kilometer vom Tallinner Stadtzentrum entfernt. Paljassaare hat 594 Einwohner (Stand 1. Mai 2010).
Paljassaare (wörtlich „kahle Insel“) liegt auf der gleichnamigen Halbinsel (Paljassaare poolsaar). Die beiden Landzungen der Halbinsel heißen Suur-Paljassaare poolsaar (mit der Landspitze Kõrgemäe ots) und Väike-Paljassaare poolsaar. Zwischen beiden Landzungen liegt die kleine Bucht Saartevahe haak (zu deutsch „Haken zwischen den Inseln“).
Im Westen liegt die Bucht von Paljassaare (Paljassaare laht), im Osten die Bucht von Tallinn (Tallinna laht).
Die Landzunge Paljassaare entstand erst spät aus zwei größeren Inseln. Auf der Karte Ludwig August Mellins vom Ende des 18. Jahrhunderts waren die beiden Inseln Suur-Karli („Groß-Karl“) und die (deutlich größere) Väike-Karli („Klein-Karl“) mit ihrem Grenzaufseher-Häuschen als getrennte Eilande verzeichnet. Durch das Sinken des Meeresspiegels der Ostsee wurden sie später mit dem Festland verbunden. Erst im 19. Jahrhundert wurde die Gegend mit ihren großen Sandflächen zur Halbinsel innerhalb der Stadt Tallinn.

## Beschreibung

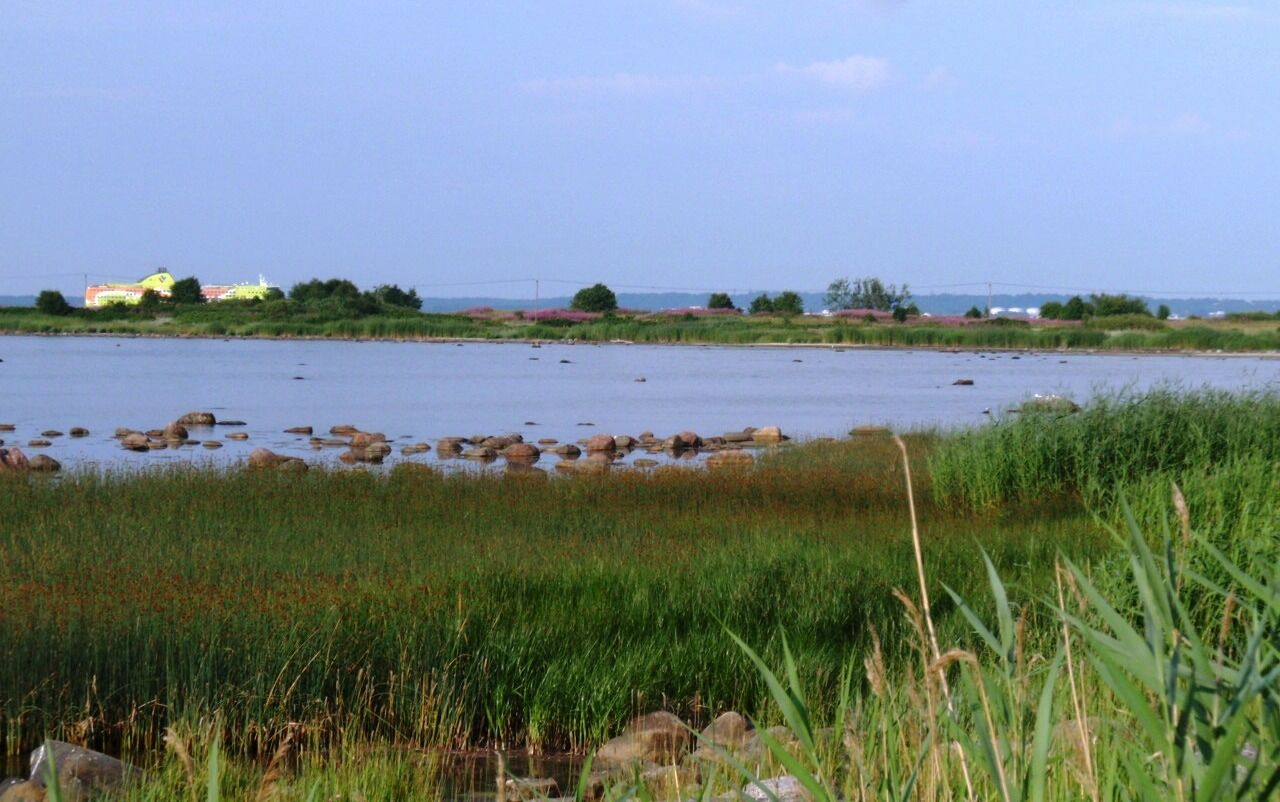

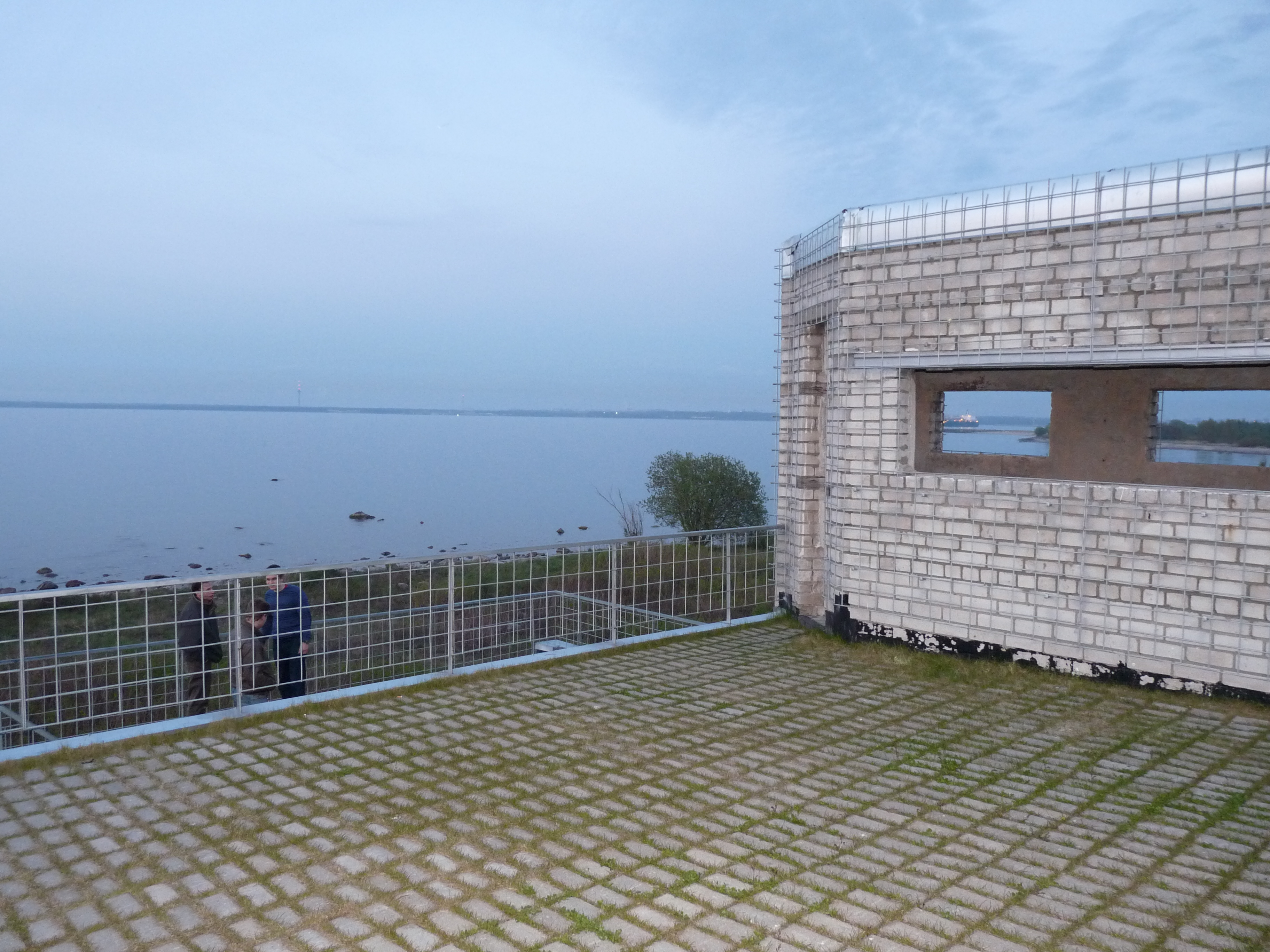

Über Jahrzehnte waren große Teile der Halbinsel militärisches Sperrgebiet. Bereits 1912 wurde mit dem Bau einer russischen Seefestung begonnen. Zum Kai des Kriegshafens der Seefestung führte eine kleine Eisenbahn. In der Sowjetzeit entstanden auf Paljassaare ein kleiner Wohnbezirk, ein Fischereihafen und das Klärwerk der Stadt Tallinn.
Der 43,6 Hektar große Hafen von Paljassaare (estnisch Paljassaare sadam) wird ausschließlich von Frachtschiffen angefahren. Er hat einen Warenumschlagsvolumen von bis zu 3 Millionen Tonnen pro Jahr. In Paljassaare befindet sich auch eine große Fischverarbeitungsfabrik.

## Vogelschutzgebiet
Der Nord- und Westteil der Halbinsel, in dem große Flächen ganzjährig unter Wasser stehen, und die kleinen Inselchen vor den Stränden Paljassaares bilden ein natürliches Habitat für Vögel. Die Gegend ist als Vogelschutzgebiet im Rahmen des Programms Natura 2000 ausgewiesen.